# Mese (Constantinopla)

Mapa da Constantinopla bizantina.

A Mese (em latim: Media; em grego: ἡ Μέση [Ὀδός]; romaniz.: Mese [Odós]; lit. "[Rua] do Meio") foi a principal via da antiga Constantinopla (hoje Istambul, Turquia). Foi o principal cenários das procissões imperiais bizantinas. Seu antigo curso é largamente seguido pela moderna avenida Divanyolu.

## Descrição
Presumivelmente a Mese originou-se de outra via fundada durante as reformas efetuadas em Bizâncio sob Septímio Severo (r. 193–211), tendo então atuado como uma extensão da via Egnácia. A via Egnácia foi a principal estrada do Império Bizantino na Europa e estendia-se pela Grécia, eventualmente conectando-se com a cidade. A Mese, todavia, com base em achados arqueológicos, pode ser datada do período da fundação de Constantinopla por Constantino, o Grande em 330.
A Mese começava no Milião, perto de Santa Sofia e dirigia-se para o oeste em linha reta. Passava pelo Hipódromo e pelos palácios de  Lauso e Antíoco, e após cerca de 600 metros atingia a praça oval do Fórum de Constantino onde uma das duas casas do senado estava. Este trecho da via também foi conhecido como Régia (em grego: ἡ Ῥηγία; romaniz.: "Rua Imperial"), em que fazia a rota cerimonial original do Grande Palácio e do Augusteu para o fórum do fundador da cidade. Mais adiante cruzava com outra importante via de Constantinopla, Macro Embolo (Makros Embolos). Este cruzamento, demarcado por um tetrápilo conhecido como Anemodúlio (Anemodoulion; "Servo dos ventos"), era importante, pois permitia que a via Artopoleia, uma das ramificações da Mese, tivesse acesso aos portos da cidade. De lá, continuava para o Fórum de Teodósio ou Fórum do Touro (em latim: Forum Tauri), como também era conhecido. Pouco após passar o Fórum de Teodósio, dividia-se em dois ramos no local do Capitólio: um indo a nordeste, passando pela Igreja dos Santos Apóstolos, em direção ao Portão de Poliândrio, enquanto o outro continuou a sudoeste, através do Fórum do Boi (em latim: Forum Bovis) e o Fórum de Arcádio em direção ao Portão Dourado, onde juntou-se com a via Egnácia.
Alinhada por pórticos com colunas em toda a sua extensão, a via Mese atuou como principal centro comercial da cidade havendo inúmeras lojas e ateliês para fabricação de vários produtos. Além disso, em suas imediações também é visível a presença abundante de igrejas e mosteiros, edifícios públicos, termas, palácios e mansões, bem como fontes, cisternas, estátuas e outros monumentos. Era a rota que as procissões imperiais seguiam através da cidade ao menos até o período Comneno. Sua principal característica era a entrada triunfal de um imperador vitorioso, que entrava na cidade através do Portão Dourado e seguia a via Mese ao Grande Palácio, enquanto multidões jubilosas alinhadas ao longo da rua cumprimentavam o imperador e o exército imperial. Todas as ruas que irradiaram-se dela formaram um padrão relativamente retangular.